# 灿烂永恒
《灿烂永恒》（英語：Everglow）是英国摇滚组合酷玩乐队演唱的歌曲。歌曲作为第四首曲目收录在乐队的第七张录音室专辑《夢過頭》（A Head Full of Dreams），同时作为宣传单曲以及第五首单曲发行，歌曲包含当时乐队主唱克里斯·马丁妻子格温妮丝·帕特罗未注名的伴唱.。歌曲在2015年11月26日赞恩·洛（Zane Lowe）的Beats 1电台节目中上演首秀，并于2015年11月27日作为专辑的宣传单曲发行。
2016年11月11日，《Everglow》作为专辑中的第五首单曲以数字音乐形式发行，该版本是马丁在2016年格拉斯顿伯里音乐节上临时独唱歌曲后，受启发新录制的精简版，该版本以穆罕默德·阿里（Muhammad Ali）1977年在泰恩河畔纽卡斯尔的讲话作为歌曲结尾。

## 背景
马丁通过在冲浪时听到的俚语创作出了这首歌的名字。在接受赞恩·洛（Zane Lowe）的采访时，他解释了歌名的由来：“我有一天和这个人一起在海边冲浪，他的言谈就像你想象的那样......这个家伙的讲话就像《开放的美国学府》中西恩·潘的角色一样。他说：‘嘿，老兄，前几天我做了这事，它给了我永恒之光（this total everglow）！’”

## 作曲
《Everglow》围绕着一段发自内心的钢琴即兴曲展开，这首曲子以每分钟73次的C#小调以及C-m-a-E-G-m7和C-m-a-E-B之间交替的和弦音阶写成。

## 现场表现
《Everglow》在2015年11月19日iHeartRadio的《夢過頭》专辑发行派对上首次播放。2016年6月，酷玩乐队在格拉斯顿伯里音乐节上演出，在介绍乐队成员之后，克里斯·马丁宣布他们将演唱《Everglow》，但在弹奏时马丁的钢琴走调了，于是他停下了弹奏并开始清唱这首歌。后来乐队发行了精简版的《Everglow》，因为他们非常喜欢现场表演的感觉。

## 音乐视频
由乔·康纳（Joe Connor）执导的初版视频于2016年6月30日在汉诺威的马塔冰上体育场进行拍摄，但没有发布，视频于2017年泄露到了网上。由本·莫（Ben Mor）拍摄的另一部视频于2016年12月9日发布，克里斯·马丁在MV中弹奏三角钢琴。

## 曲目列表
| 数字音乐下载 | 数字音乐下载 | 数字音乐下载 |
| 曲序         | 曲目         | 时长         |
| ------------ | ------------ | ------------ |
| 1.           | Everglow     | 4:43         |

| 数字音乐下载 | 数字音乐下载                            | 数字音乐下载 |
| 曲序         | 曲目                                    | 时长         |
| ------------ | --------------------------------------- | ------------ |
| 1.           | Everglow（Single Version) (Radio Edit） | 3:47         |
| 2.           | Everglow（Single Version）              | 5:01         |

## 制作人员

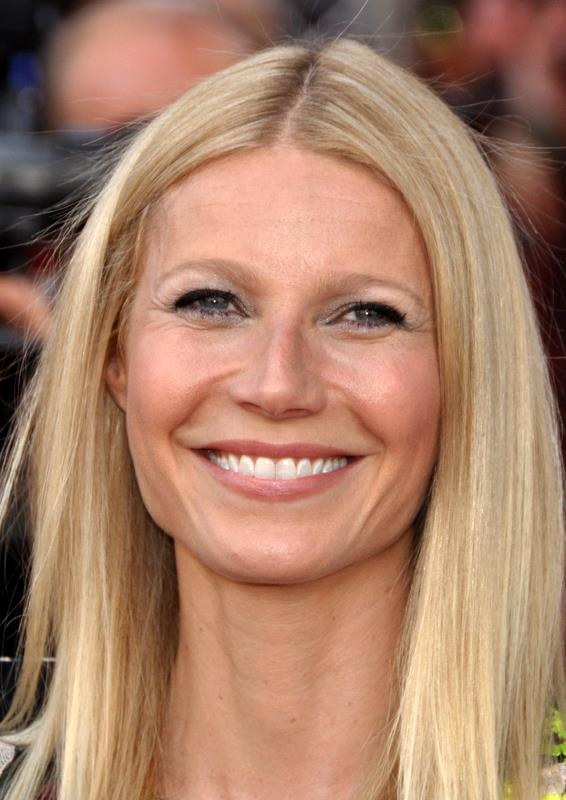
歌曲由马丁的前妻格温妮丝·帕特罗伴唱

制作人员收录自《夢過頭》的唱片内页说明。
酷玩乐队
- 蓋·貝瑞曼 – 低音吉他
- 強尼·邦藍 – 电吉他
- 威爾·查恩 – 鼓，鼓垫，打击乐器，人声
- 克里斯·馬汀 – 主音，钢琴，原声吉他

其他音乐人
- 米克尔·S·埃里克森（英语：Stargate (production team)） – 其他乐器，制作，混音
- 托·埃里克·赫曼森（英语：Stargate (production team)） – 其他乐器，制作，混音
- 格温妮丝·帕特罗 – 伴唱
- 戴维·罗西（英语：Davide Rossi） – 弦乐
- 里克·辛普森（英语：Rik Simpson） – 其他乐器，伴唱，混音

## 榜单
| 榜单（2015年-2017年）                    | 最高排名 |
| ---------------------------------------- | -------- |
| 澳大利亚（澳大利亚唱片业协会单曲榜）     | 93       |
| 奥地利（Ö3四十强单曲榜）                 | 44       |
| 比利时佛兰德（Ultratop五十强单曲榜）     | 37       |
| 比利时瓦隆（Ultratip榜外單曲榜）         | 4        |
| 加拿大（Canadian Hot 100）               | 66       |
| 捷克（百強數位單曲榜）                   | 63       |
| 法国（法國唱片出版業公會單曲榜）         | 28       |
| 42                                       |          |
| 匈牙利（四十強單曲榜）                   | 21       |
| 冰岛（冰島國家廣播公司）                 | 8        |
| 愛爾蘭（愛爾蘭唱片音樂協會单曲榜）       | 55       |
| 意大利（意大利音乐产业联盟单曲榜）       | 35       |
| 荷兰（荷蘭四十強單曲榜）                 | 16       |
| 荷兰（百强单曲榜）                       | 25       |
| 新西兰（新西兰唱片音乐协会）             | 10       |
| 挪威（世界之路榜單）                     | 23       |
| 葡萄牙（葡萄牙唱片業協會单曲榜）         | 56       |
| 斯洛伐克（百強數位單曲榜）               | 55       |
| 西班牙（西班牙音樂製作協會）             | 23       |
| 瑞典（瑞典最熱榜）                       | 62       |
| 瑞士（瑞士热门音乐榜）                   | 16       |
| 英國（官方榜单公司單曲榜）               | 52       |
| 美国（《告示牌》Bubbling Under Hot 100） | 6        |
| 美國（《告示牌》Hot Rock Songs）         | 8        |

| 榜单（2016年）                   | 排名 |
| -------------------------------- | ---- |
| 美国（《公告牌》热门摇滚歌曲榜） | 88   |

## 认证
| 地區                                   | 认证   | 认证单位/销量 |
| -------------------------------------- | ------ | ------------- |
| 加拿大（加拿大音乐协会）               | 金     | 40,000‡       |
| 丹麦（國際唱片業協會丹麥分會）         | 金     | 45,000‡       |
| 爱尔兰（愛爾蘭唱片音樂協會）           | 白金   | 15,000^       |
| 意大利（意大利音乐产业联盟）           | 白金   | 50,000‡       |
| 韩国（Gaon音乐榜）                     | 不適用 | 278,078       |
| 英国（英国唱片业协会）                 | 金     | 429,000       |
| ^僅含認證的出貨量 ‡僅含認證的+實際銷量 |        |               |

## 发行历史
| 地区 | 日期       | 格式         | 唱片公司       | 参考   |
| ---- | ---------- | ------------ | -------------- | ------ |
| 全球 | 2015-11-26 | 数字音乐下载 | 帕洛风唱片公司 |        |
| 全球 | 2016-11-11 | 数字音乐下载 | 帕洛风唱片公司 | [ 9 ]  |
| 英国 | 2016-11-24 | 当代流行电台 | 帕洛风唱片公司 | [ 42 ] |